# Andreas Leknessund
Andreas Rikardsen Leknessund (Tromsø, 21 maggio 1999) è un ciclista su strada norvegese che corre per l'Uno-X Mobility. Nel 2020 è stato campione europeo a cronometro Under-23 e nel 2023 si è classificato ottavo al Giro d'Italia, vestendo anche per cinque giorni la maglia rosa.

## Palmarès

### Strada
- 2017 (Juniores)

2ª tappa, 1ª semitappa Corsa della Pace Juniores (Třebenice > Třebenice, cronometro)
2ª tappa Trophée Centre Morbihan (Réguiny > Naizin, cronometro)
1ª tappa Tour du Pays de Vaud (Concise > Cottens)
Classifica generale Tour du Pays de Vaud
Campionati norvegesi, prova a cronometro Juniores
2ª tappa, 1ª semitappa Niedersachsen-Rundfahrt der Junioren (Bramsche > Bramsche, cronometro)
Campionati europei, prova a cronometro Juniores
- 2019 (Uno-X Norwegian Development Team, tre vittorie)

3ª tappa Grand Prix Priessnitz spa (Jeseník > Jeseník)
Classifica generale Grand Prix Priessnitz spa
Campionati norvegesi, prova a cronometro Elite
- 2020 (Uno-X Pro Cycling Team, sei vittorie)

Campionati norvegesi, prova a cronometro Elite
Campionati europei, prova a cronometro Under-23
Hafjell TT (cronometro)
Lillehammer GP
3ª tappa Giro della Regione Friuli Venezia Giulia (San Vito al Tagliamento > Buja)
Classifica generale Giro della Regione Friuli Venezia Giulia
- 2022 (Team DSM, tre vittorie)

2ª tappa Giro di Svizzera (Küsnacht > Aesch)
4ª tappa Arctic Race of Norway (Trondheim > Trondheim)
Classifica generale Arctic Race of Norway
- 2024 (Uno-X Mobility, una vittoria)

1ª tappa Sibiu Cycling Tour (Sibiu > Păltiniș)
- 2025 (Uno-X Mobility, due vittorie)

Sundvolden GP
Campionati norvegesi, prova in linea Elite

#### Altri successi
- 2016 (Juniores)

Classifica giovani Niedersachsen-Rundfahrt der Junioren
- 2019 (Uno-X Norwegian Development Team)

Classifica giovani Circuit des Ardennes
Classifica giovani Grand Prix Priessnitz spa
- 2020 (Uno-X Pro Cycling Team)

Classifica giovani Okolo Slovenska
1ª tappa Giro della Regione Friuli Venezia Giulia (Aquileia > Grado, cronosquadre)
Classifica a punti Giro della Regione Friuli Venezia Giulia
Classifica scalatori Giro della Regione Friuli Venezia Giulia
- 2022 (Team DSM)

Classifica giovani Arctic Race of Norway
- 2025 (Uno-X Mobility)

Classifica scalatori Région Pays de la Loire Tour

## Piazzamenti

### Grandi Giri
- Giro d'Italia

2023: 8º
- Tour de France

2022: 27º
2025: 57º

### Classiche monumento
- Milano-Sanremo

2022: 53º
- Liegi-Bastogne-Liegi

2021: non partito
2024: 61º
2025: 17º
- Giro di Lombardia

2021: 107º
2022: 40º
2024: 77º

### Competizioni mondiali
- Campionati del mondo

Doha 2016 - Cronometro Junior: 23º
Doha 2016 - In linea Junior: 96º
Bergen 2017 - Cronometro Junior: 8º
Bergen 2017 - In linea Junior: 49º
Innsbruck 2018 - Cronometro Under-23: 13º
Innsbruck 2018 - In linea Under-23: 60º
Imola 2020 - Cronometro Elite: 13º
Imola 2020 - In linea Elite: 56º
Fiandre 2021 - Cronometro Elite: 26º
Wollongong 2022 - In linea Elite: 94º
Wollongong 2022 - Cronometro Elite: 24º
Glasgow 2023 - In linea Elite: 50°
Zurigo 2024 - In linea Elite: 75°
- Giochi olimpici

Tokyo 2020 - In linea: 83º

### Competizioni europee
- Campionati europei

Plumelec 2016 - Cronometro Junior: 5º
Plumelec 2016 - In linea Junior: 75º
Herning 2017 - Cronometro Junior: vincitore
Herning 2017 - In linea Junior: 71º
Alkmaar 2019 - Cronometro Under-23: 5º
Plouay 2020 - Cronometro Under-23: vincitore
Plouay 2020 - In linea Under-23: 33º
Trento 2021 - In linea Elite: ritirato
Drenthe 2023 - In linea Elite: 66º